# Giro di Romagna 1977
Il Giro di Romagna 1977, cinquantaduesima edizione della corsa, si svolse il 1º maggio 1977 su un percorso di 242 km. La vittoria fu appannaggio dell'italiano Roberto Ceruti, che completò il percorso in 6h14'00", precedendo i connazionali Luciano Borgognoni e Renato Marchetti.

## Ordine d'arrivo (Top 10)
| Pos. | Corridore          | Squadra                    | Tempo    |
| ---- | ------------------ | -------------------------- | -------- |
| 1    | Roberto Ceruti     | G.B.C.-Itla-TV Color       | 6h14'00" |
| 2    | Luciano Borgognoni | Vibor                      | s.t.     |
| 3    | Renato Marchetti   | Sanson                     | s.t.     |
| 4    | Bruno Wolfer       | Zonca-Santini              | s.t.     |
| 5    | Simone Fraccaro    | Jollj Ceramica             | s.t.     |
| 6    | Mauro Simonetti    | Fiorella Mocassini-Citroën | s.t.     |
| 7    | Giuseppe Rodella   | Vibor                      | s.t.     |
| 8    | Jørgen Marcussen   | Vibor                      | s.t.     |
| 9    | Glauco Santoni     | Bianchi-Campagnolo         | a 6"     |
| 10   | Bruno Zanoni       | G.B.C.-Itla-TV Color       | a 13"    |